# Almarza de Cameros
Almarza de Cameros és un municipi de la Rioja, a la regió de la Rioja Mitjana, a la subcomarca de Camero Nuevo.

## Comunicacions
Situada sobre la LR-245, a la qual es pot accedir des de la N-111 (que segueix la Vall de l'Iregua), o des del Camero Viejo, a través del port de La Rasa. Un autobús diari (de dilluns a divendres) enllaça la localitat amb Logronyo.

## Economia
Basada en la ramaderia. En la dècada de 2000, s'ha tractat de fomentar el turisme, amb la construcció de dues cases rurals.

## Turisme
A part de les dues cases rurals esmentades, el poble inclou en el seu terme la Finca Ribabellosa, gestionada per l'Organisme Autònom Parcs Nacionals, que inclou instal·lacions esportives (frontó, pistes de ténis i futbol) així com diverses rutes de senderisme. Altres camins de senderisme que passen pel terme municipal són la Ruta Romana (en realitat, medieval) de l'Iregua i la La Cañada Real Soriana Oriental.